# Онтарио (Висконсин)
Онтарио (енгл. Ontario) град је у америчкој савезној држави Висконсин.

## Демографија
По попису из 2010. године број становника је 554, што је 78 (16,4%) становника више него 2000. године.
| Група             | 2000.       | 2010.       |
| Белци             | 447 (93,9%) | 459 (82,9%) |
| Афроамериканци    | 0 (0,0%)    | 0 (0,0%)    |
| Азијати           | 0 (0,0%)    | 6 (1,1%)    |
| Хиспаноамериканци | 23 (4,8%)   | 82 (14,8%)  |
| Укупно            | 476         | 554         |